# (6931) Kenzaburo
(6931) Kenzaburo (1994 VP6) – planetoida z pasa głównego asteroid okrążająca Słońce w ciągu 5,28 lat w średniej odległości 3,03 j.a. Odkryta 4 listopada 1994 roku.